# Tennis in the Land
Tennis in the Land – żeński turniej tenisowy kategorii WTA 250 zaliczany do cyklu WTA Tour, rozgrywany na kortach twardych w Cleveland od sezonu 2021.
Zmagania odbywają się na terenie kompleksu rozrywkowego Nautica. Korty tenisowe tworzone są specjalnie na czas trwania turnieju. Kort centralny znajduje się w plenerowym amfiteatrze Jacobs Pavilion, natomiast boczne obiekty ulokowane są w miejscu, gdzie na co dzień znajduje się parking.

## Mecze finałowe

### Gra pojedyncza kobiet
| Rok  | Zwyciężczyni        | Finalistka               | Wynik         |
| 2025 |                     |                          |               |
| 2024 | McCartney Kessler   | Beatriz Haddad Maia      | 1:6, 6:1, 7:5 |
| 2023 | Sara Sorribes Tormo | Jekatierina Aleksandrowa | 3:6, 6:4, 6:4 |
| 2022 | Ludmiła Samsonowa   | Alaksandra Sasnowicz     | 6:1, 6:3      |
| 2021 | Anett Kontaveit     | Irina-Camelia Begu       | 7:6(5), 6:4   |

### Gra podwójna kobiet
| Rok  | Zwyciężczynie                        | Finalistki                           | Wynik             |
| 2025 |                                      |                                      |                   |
| 2024 | Cristina Bucșa Xu Yifan              | Shūko Aoyama Eri Hozumi              | 3:6, 6:3, 10-6    |
| 2023 | Miyu Katō Aldila Sutjiadi            | Nicole Melichar-Martinez Ellen Perez | 6:4, 6:7(4), 10-8 |
| 2022 | Nicole Melichar-Martinez Ellen Perez | Anna Danilina Aleksandra Krunić      | 7:5, 6:3          |
| 2021 | Shūko Aoyama Ena Shibahara           | Christina McHale Sania Mirza         | 7:5, 6:3          |